# Wilster
Wilster ist eine Stadt im Kreis Steinburg in Schleswig-Holstein.

## Geographie

### Geographische Lage
Das Gemeindegebiet der Stadt Wilster erstreckt sich am Fluss Wilsterau, einem von rechts mündenden Nebengewässer der Stör an deren Unterlauf in dem nach der Stadt benannten Abschnitt Wilstermarsch des Naturraums Holsteinische Elbmarschen (Haupteinheit Nr. 671) des Norddeutschen Tieflands.

### Nachbargemeinden
Unmittelbar angrenzende Gemeindegebiete zur Stadt Wilster sind:
| Nortorf |                                             |           |
|         | Kompassrose, die auf Nachbargemeinden zeigt | Landrecht |
|         | Dammfleth, Stördorf                         |           |

### Klima
Der Jahresniederschlag liegt bei 804 mm und ist damit vergleichsweise normal, da er in das mittlere Drittel der in Deutschland erfassten Werte fällt. An 64 % der Messstationen des Deutschen Wetterdienstes werden niedrigere Werte registriert. Der trockenste Monat ist der Februar, die meisten Niederschläge fallen im Juli. Im Juli fallen 2,3 mal mehr Niederschläge als im Februar. Die Niederschläge variieren sehr stark. An nur 21 % der Messstationen werden höhere jahreszeitliche Schwankungen registriert.

## Geschichte

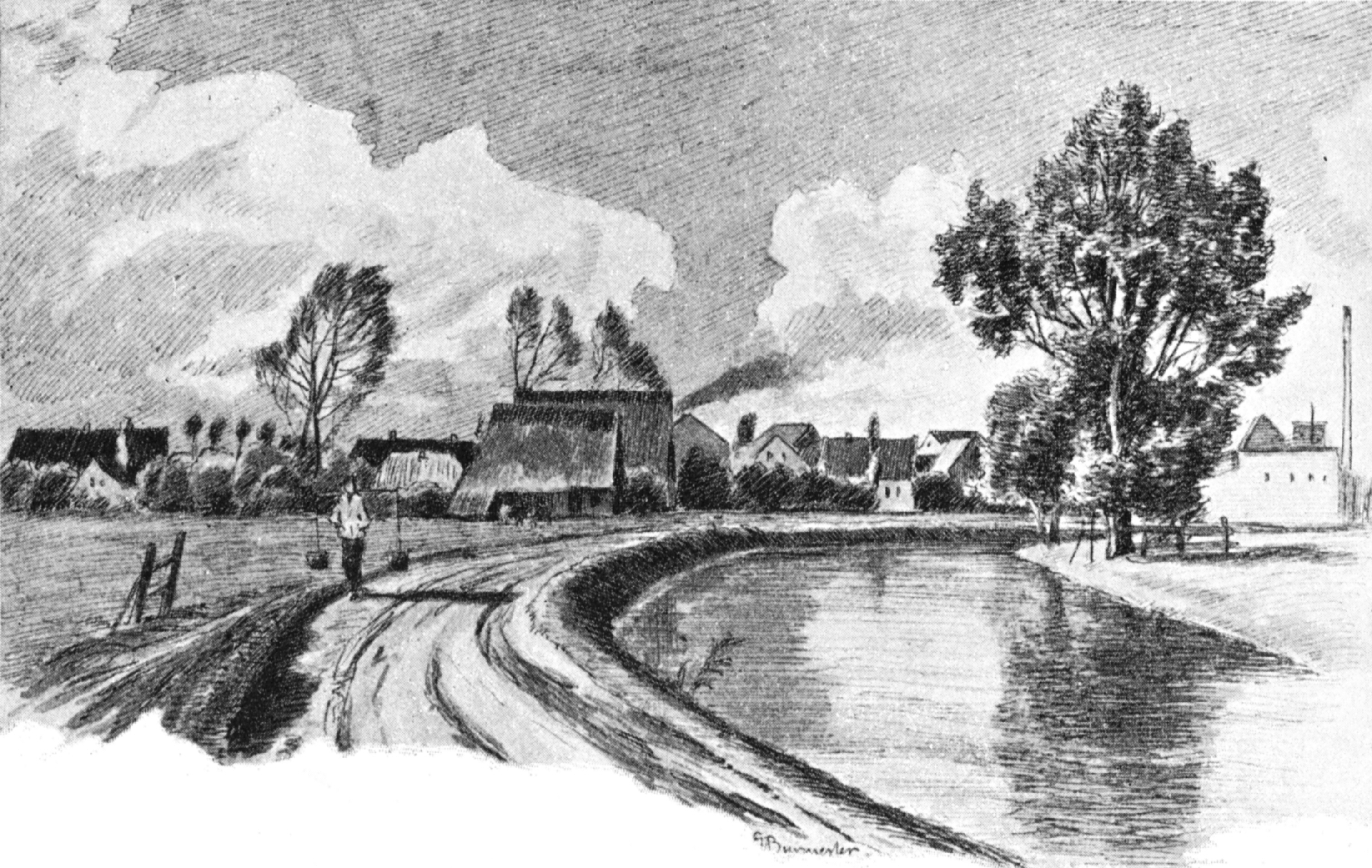
Blick auf Wilster um 1895

Niederschlagsdiagramm

Wilster bildet das Zentrum der Wilstermarsch, eines der größten Viehzuchtgebiete Deutschlands (Rotbuntes Niederungsrind). Bereits 1163 wurde zum ersten Mal eine St.-Bartholomäus-Kirche erwähnt, die wohl auf der Wurt nördlich der Wilsterau lag und zum Mittelpunkt einer Siedlung holländischer Kolonisten wurde. 1282 erhielt die Siedlung Lübsches Stadtrecht und gehört damit zu den ältesten Städten Schleswig-Holsteins. Am Übergang über die Au („Op de Göten“) wurde Markt gehalten, dort ist bis heute das alte Rathaus von 1585 erhalten. Es zeugt vom großen wirtschaftlichen Aufschwung Wilsters im 16. Jahrhundert, der durch die Lieferung von Getreide nach Hamburg und Fernhandel mit eigenen Schiffen bis nach Schottland und Portugal entstand.
Die Kriege im 17. und 18. Jahrhundert verringerten den Wohlstand Wilsters, eine zweite Blüte erlebte es jedoch Ende des 18. Jahrhunderts. Aus dieser Zeit stammen die St.-Bartholomäus-Kirche von Ernst Georg Sonnin (erbaut 1775–1780) und vornehme Bürgerhäuser, wie das heutige Rathaus (ehemaliges Palais Doos, 1785/1786) und das Haus Michaelsen (erbaut 1788), von dem heute nur das Gartenhaus in der Sonninstraße erhalten ist (das Wohnhaus wurde von einem Itzehoer Kaufmann 1826 nach Itzehoe transloziert).
Im Jahre 1878 bekam Wilster einen Eisenbahnanschluss, wodurch auch in kleinerem Umfang Industrie entstand. Dadurch und dank der damaligen Nachfrage nach Agrarprodukten wurde die Zeit bis zum Ersten Weltkrieg zu einer weiteren Blütezeit Wilsters. Nach dem Krieg hatte es damit zu kämpfen, dass Gewerbe eingingen und Bewohner abwanderten. Der Neubau der Kasenorter Schleuse (1925) sorgte dafür, dass die Wilsterau schiffbar blieb.
Heute dient Wilster als Unterzentrum für die umliegenden Gebiete. Seit dem 1. Juli 2005 bildet die Stadt Wilster mit dem Amt Wilstermarsch eine Verwaltungsgemeinschaft. Seitdem führt das Amt Wilstermarsch die Verwaltungsgeschäfte der Stadt.

## Politik

### Ratsversammlung
- CDU: 9
- SPD: 8

Die Ratsversammlung ist die kommunale Volksvertretung der Stadt Wilster. Über die Zusammensetzung entscheiden die Bürger alle fünf Jahre. Die letzte Kommunalwahl fand am 14. Mai 2023 statt. Diese führte bei einer Wahlbeteiligung von 52,5 % zu nebenstehender Zusammensetzung der Stadtvertretung.

### Bürgermeister
Bürgermeister war seit dem 1. Juli 2005 Walter Schulz (CDU). Am 22. Mai 2025 kündigte er an, sein Amt zum 30. Juni 2025 niederlegen zu wollen. Er verstarb am 26. Mai 2025. Die Geschäfte führte seitdem die stellvertretende Bürgermeisterin Karin Lewandowski. Am 30. Juni 2025 wurde Maren Hayenga (CDU) zur neuen Bürgermeisterin gewählt.

### Wappen
Blasonierung: „Geteilt von Rot und Blau. Oben ein silbernes Nesselblatt, belegt mit einem von Silber und Rot geteilten Schildchen, unten schwimmend auf silbernen Wellen ein goldflossiger, silberner Fisch.“

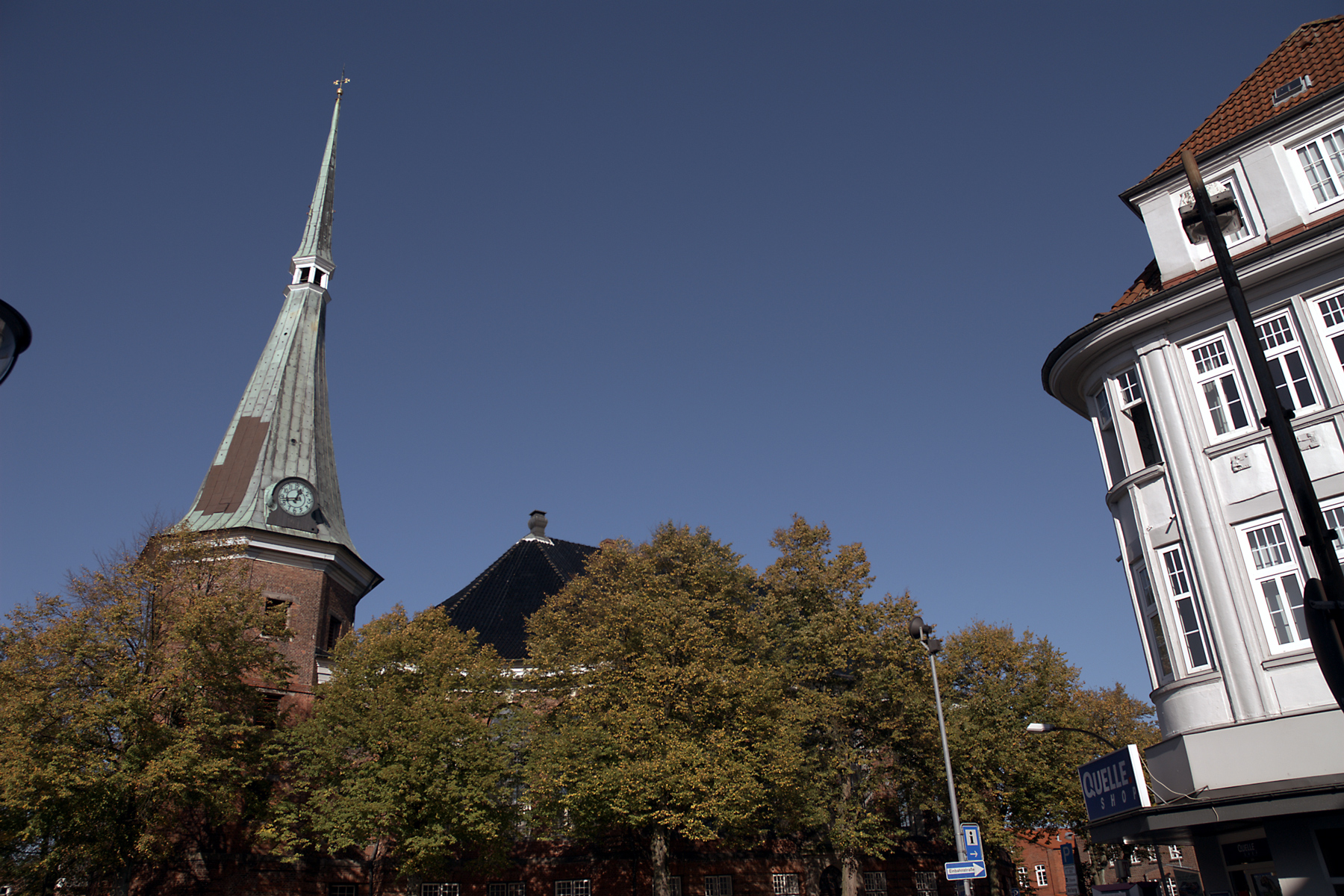
St.-Bartholomäus-Kirche

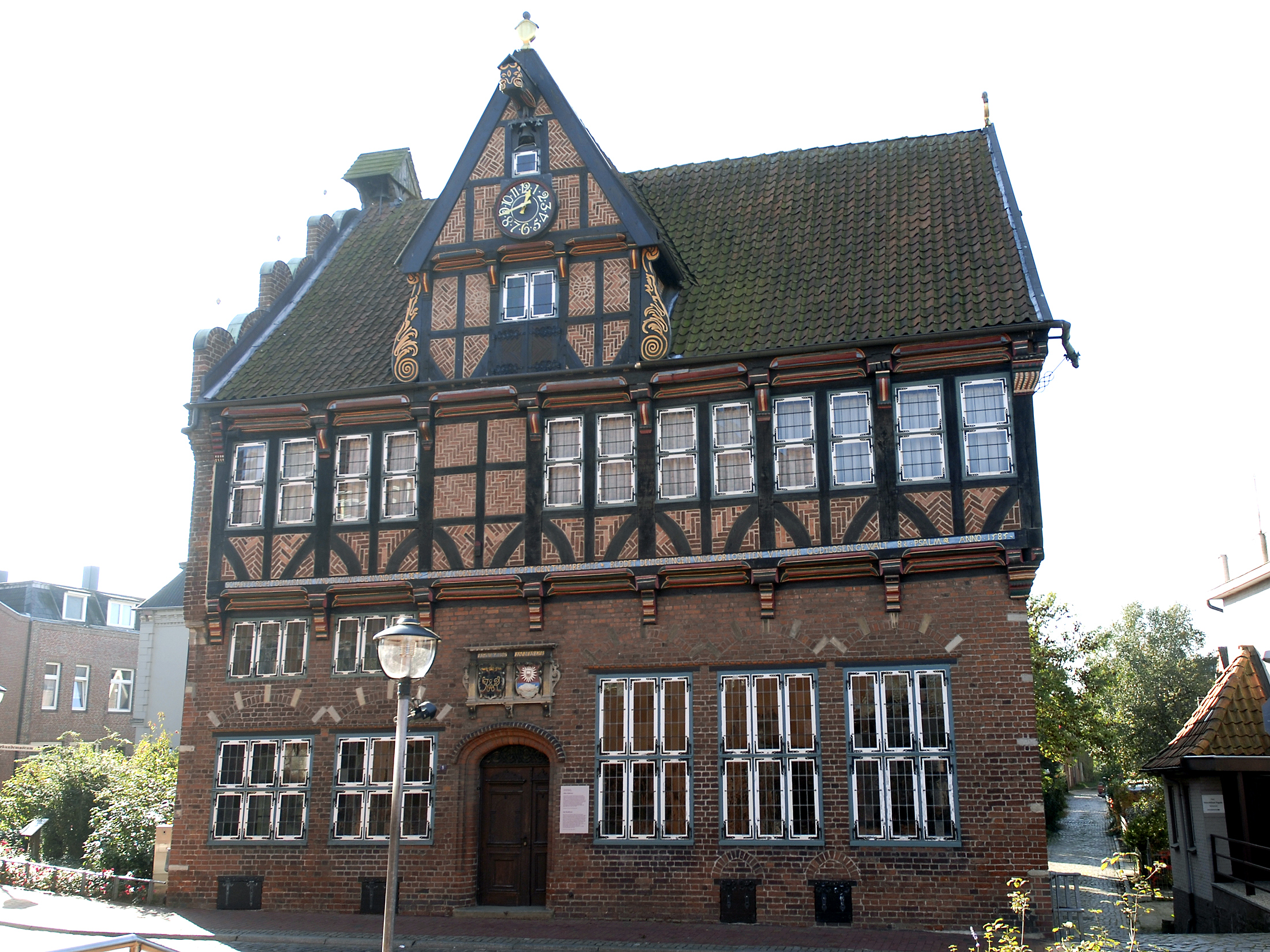
Altes Rathaus

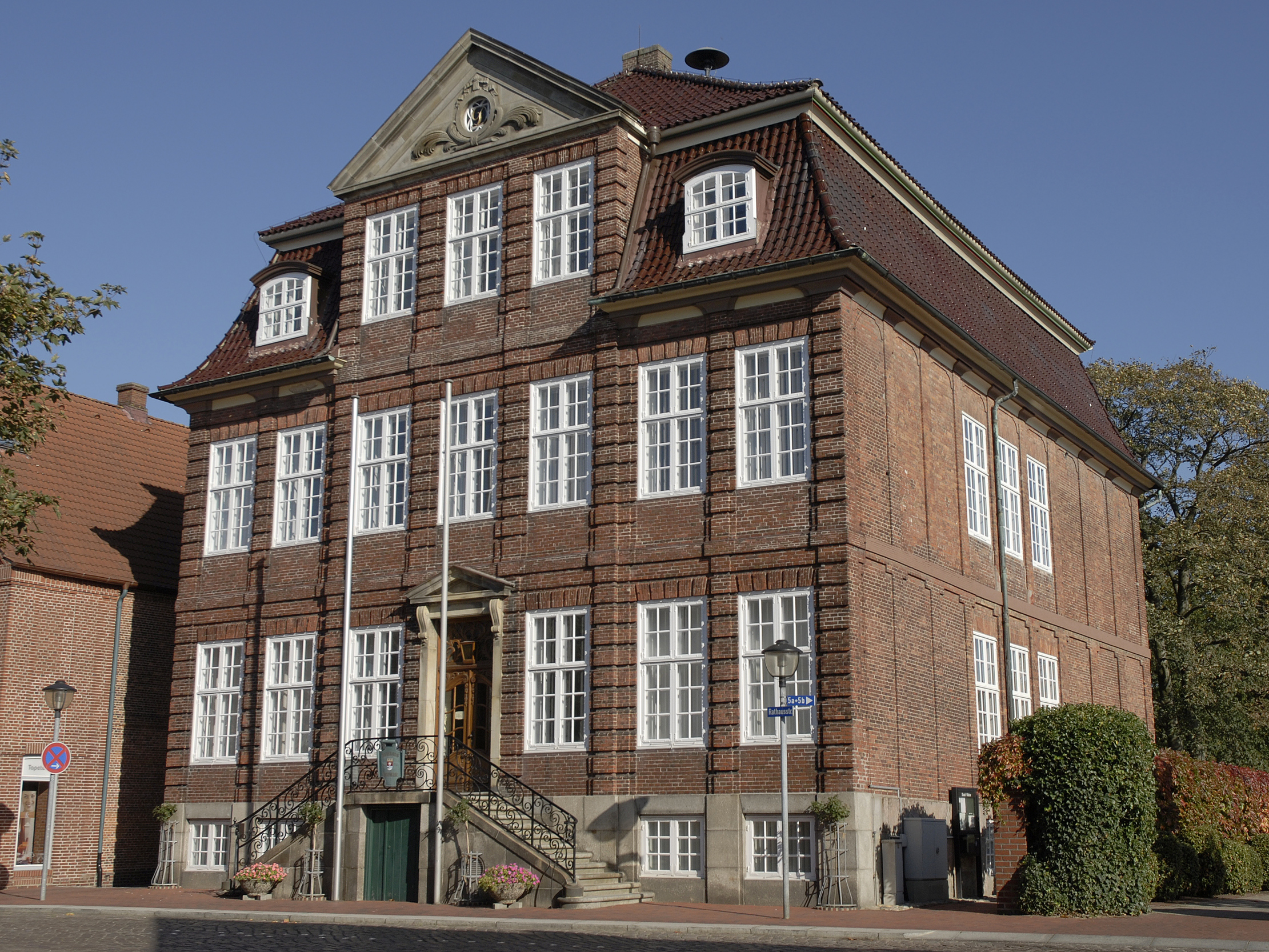
Neues Rathaus
(Doos’sches Palais)

## Sehenswürdigkeiten
- Das Alte Rathaus von 1585 ist ein Renaissance-Bau.
- Das Neue Rathaus (Doos’sche Palais) wurde im Jahr 1786 errichtet.
- die spätbarocke St.-Bartholomäus-Kirche, die zwischen 1775 und 1780 errichtet wurde
- Das Naturkundemuseum Wilster ist ein seit 1982 bestehendes Heimatmuseum im historischen Speicher neben dem Alten Rathaus.
- Der Saalbau Colosseum von 1900 ist seit 1990 der größte Saalbetrieb des Landkreises Steinburg.

Weitere Sehenswürdigkeiten: siehe unter Liste der Kulturdenkmale in Wilster

## Verkehr
Das Gemeindegebiet wird im motorisierten Individualverkehr durch die Bundesstraße 5 im Abschnitt zwischen Itzehoe und Brunsbüttel erschlossen. Sie verläuft als höhenfrei ausgebaute Kraftfahrstraße südlich um das Stadtgebiet herum und bindet den Ort an der Anschlussstelle gleichen Namens an die in den Ort führende schleswig-holsteinische Landesstraße 136 an.
Wilster verfügt über einen Bahnhof an der Marschbahn. Hier halten die Züge der Regionalbahnlinie 62 im Nahverkehrsverbund Schleswig-Holstein auf der Fahrt zwischen den Bahnhöfen von Itzehoe und Heide (Holst). An beiden Zielbahnhöfen bestehen Übergänge zu Regionalexpresszügen der Linie RE 6 zwischen den Bahnhöfen Hamburg-Altona und Westerland, wobei einzelne Züge dieser Relation auch in Wilster halten, sowie zu einzelnen in Hamburg nach Westerland durchgebundenen Zügen der Intercity-Linien 27 und 30.
Neben dem Regionalbahnverkehr ist Wilster ebenfalls mittels der Buslinie 6606 mit der Kreisstadt Itzehoe (sowie in Gegenrichtung mit dem Wirtschaftszentrum Brunsbüttel) verbunden. Wilster bildet innerhalb des vom zuständigen Aufgabenträger Zweckverband ÖPNV Steinburg regelmäßig überplanten Teilnetzes West/Wilstermarsch ein lokales Zentrum. Hier besteht der zentrale Umstiegspunkt zu weiteren Busverkehren (u. a. nach Kudensee, Sankt Margarethen, Brokdorf und Wewelsfleth).

## Schulen und Vereine
- Schulen
  - Wolfgang-Ratke-Schule (Grundschule), Landrecht (200 Schüler in 9 Klassen)
  - Gemeinschaftsschule Wilster, Am Schulzentrum (367 Schüler in 16 Klassen)

Schülerzahlen aus dem Schuljahr 2020/2021
- Vereine
  - MTV Wilster
  - Bürgerschützengilde von 1380 e. V.
  - Förderverein Historische Rathäuser in Wilster
  - Landfrauenverein Wilstermarsch
  - NABU Wilstermarsch e. V.
  - Leselust-Förderverein für Kunst, Kultur und Bildung e. V.

u. a.

## Sonstiges
|                                                                                           |  |
| Die Ortstafel, wie sie nach einer Überarbeitung seit 1992 als Beispiel in der StVO dient. |  |

Wilster im Kreis Steinburg verdankt seine Bekanntheit auch dem Umstand, dass dieser Ort seit Einführung der neuen Straßenverkehrs-Ordnung im Jahr 1971 als Beispiel für die Ortstafel (Zeichen 310) dient. Vorher diente Rünthe als Beispiel für die Ortstafel.

## Umspannwerk Wilster West

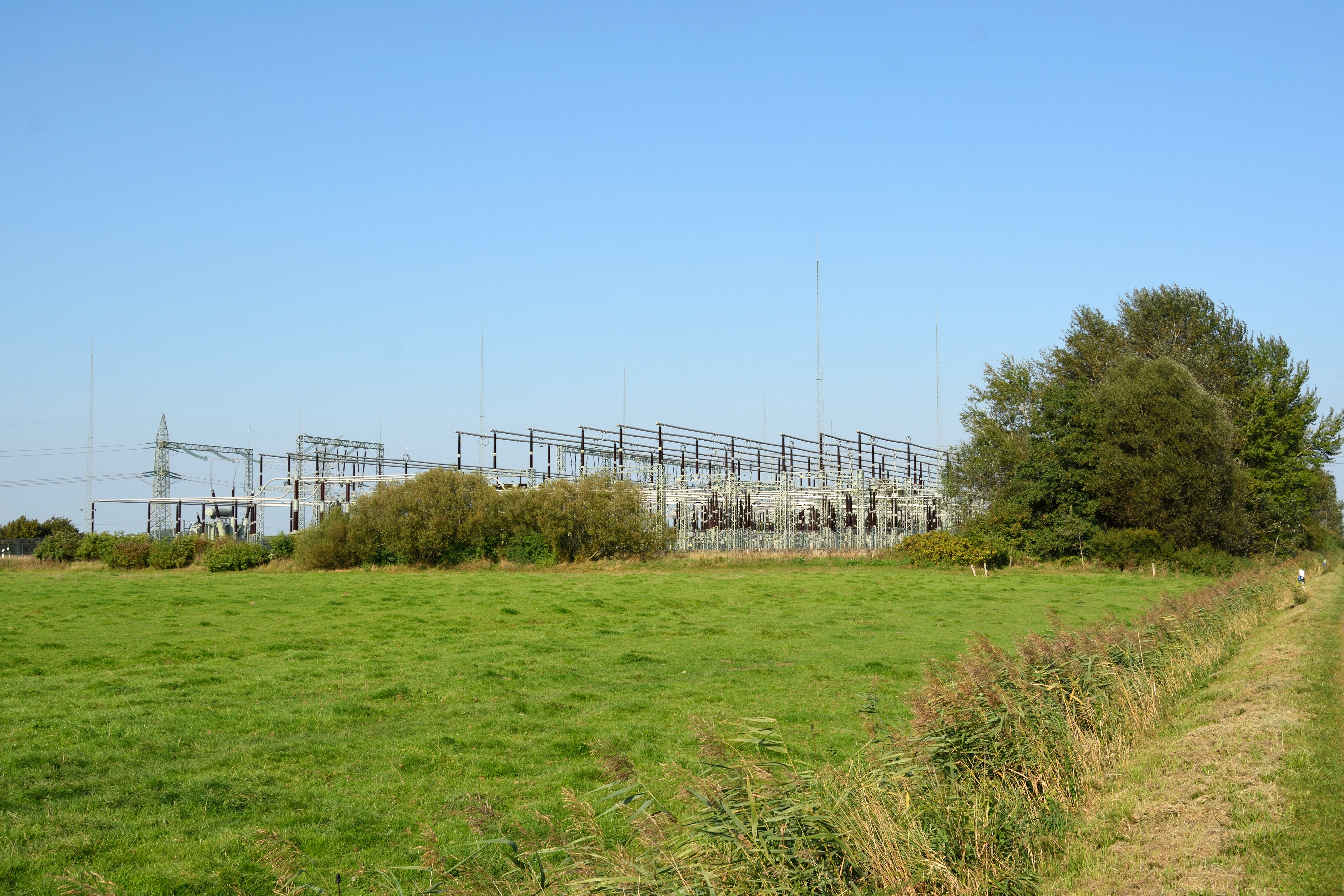
Das vorhandene Umspannwerk Wilster in Nortorf, NordLink-Endpunkt in Deutschland

Westlich von Wilster liegt das 2007 dauerhaft heruntergefahrene Kernkraftwerk Brunsbüttel, südlich das Ende 2021 stillgelegte Kernkraftwerk Brokdorf, jeweils an der Elbe aufgrund des Kühlwasserbedarfs. Das Umspannwerk Wilster West liegt ca. 1 km westlich der Stadt, allerdings auf Gemarkung der Nachbargemeinde Nortorf (Wilstermarsch). Dort endet auch NordLink, ein Interkonnektor, dessen Seekabel aus Norwegen bei Büsum anlandet und als Erdkabel weitergeführt wird. In der dem UW benachbarten Anlage NordLink HVDC Wilster wird die Hochspannungs-Gleichstrom-Übertragung in das deutsche Hochspannungsnetz von Tennet TSO eingespeist, zudem ist sie Ausgangspunkt für den Suedlink Wilster–Bergrheinfeld/West, die Westküstenleitung endet nominell bereits in Brunsbüttel.

## Persönlichkeiten

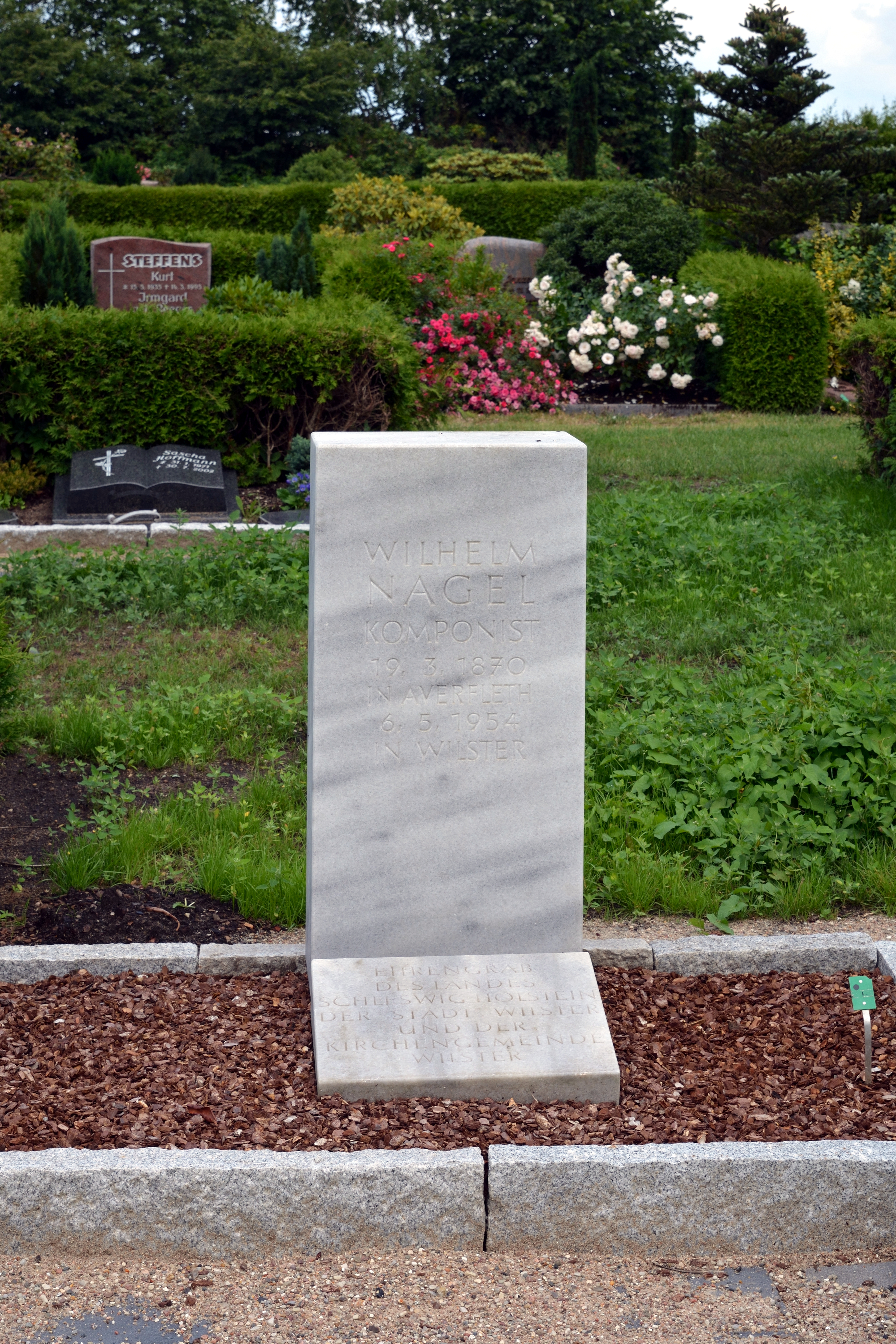
Ehrengrab des Landes Schleswig-Holstein, der Stadt Wilster und der Kirchengemeinde Wilster für den Komponisten Wilhelm Nagel auf dem Friedhof

### Söhne und Töchter der Stadt
- 1571, 18. Oktober, Wolfgang Ratke; † 27. April 1635 in Erfurt, Didaktiker und Pädagoge
- 1572, 22. November, Guilielmus Alardus; † 8. Mai 1645 Krempe (Steinburg), Lyriker, Verfasser von Predigtsammlungen und Kirchenliedkomponist
- um 1580, Jürgen Heitmann der Ältere; † nach 20. August 1644 und vor 12. März 1646, Norddeutscher Bildschnitzer der Spätrenaissance
- nach 1600, Nicolaus Hasse † im 3. Quartal 1670 in Rostock, Komponist und Organist
- um 1605, Jürgen Heitmann der Jüngere; † nach 1671, Norddeutscher Bildschnitzer des Barock
- 1660, 29. August, Reimar Peter von Rheder; † 14. Februar 1711 in Glückstadt, ▭ 6. März 1711 in Lübeck, Lübecker Domherr und königlich dänischer Rat
- 1678, 13. April, Johann Bolten † 29. März 1758 in Altona, Theologe und Propst in Altona
- 1745, Balthasar Wohlien; † 1804 in Hamburg, Begründer der gleichnamigen Altonaer Orgelbauerdynastie
- 1761, 15. Oktober, Peter Grönland; † 30. Dezember 1825 in Kopenhagen, dänischer Jurist, Musikkritiker, Volksliedsammler und Komponist
- 1762, 9. Februar, Masius Johann Feldmann; † 8. August 1823 in Altona, Schriftsteller sowie Konrektor und Professor am Gymnasium Christianeum Altona
- 1791, 10. März, Johann Matthias Commeter; † 15. August 1869 in Neapel, Assekuranzmakler, Kaufmann, Kunsthändler, Sammler und Mäzen
- 1829, 5. Januar, Johann Meyer; † 16. Oktober 1904 in Kiel, Heimatdichter
- 1831, 13. Januar, Max Stegemann; † 10. Dezember 1872 in Hannover, Mathematiker und Hochschullehrer
- 1831, 28. September, Gustav Hansen; † 28. Juli 1904 in Dresden, Politiker
- 1835, 12. Februar, Emil Hölck; † 4. Juni 1916 in Kiel, Landwirt und Politiker
- 1835, 1. Juli Alfred Tetens; † 13. Januar 1903 in Altona, Kapitän, Entdecker und später Wasserschout des Senats der Freien und Hansestadt Hamburg
- 1839, 9. Februar, Wulf Tagg † 3. Januar 1914, Reichsgerichtsrat, Namensgeber der Taggstraße in Wilster
- 1841, 13. April, Victor Tetens; † 8. Januar 1909 in Berlin, Architekt und preußischer Baubeamter.
- 1850, 24. September, August Wetzel; † 10. Oktober 1907 in Kiel, Bibliothekar und Historiker
- 1890, 27. September, Minna Wilde; † 31. Juli 1975 in Uttingen bei Bern, Sängerin und Pädagogin
- 1903, 15. Februar, Wilhelm Söth; † 6. Juli 1978 in Hamburg, Generalmajor im Zweiten Weltkrieg
- 1905, 24. September, Richard Eggers; † 15. Juni 1995, Maler, Vertreter des Post-Impressionismus
- 1911, 19. Oktober, Kuno Callsen; † 17. Mai 2001, SS-Sturmbannführer, war maßgeblich an den Massenmorden in Babyn Jar beteiligt
- 1914, 11. Februar, Hans-Hermann Junge; † 13. August 1944, SS-Offizier und persönlicher Diener Hitlers, Ehemann von Traudl Junge
- 1938, 5. November, Maren Piske, deutsche Politikerin (SPD), 1991–1998 MdHB (Hamburg)
- 1943, 10. Februar, Gert Börnsen; † 10. Mai 2014 in Kiel, deutscher Politiker (SPD), MdL (Schleswig-Holstein)
- 1943, 8. September Holger Martens, Tiermediziner und Professor an der Freien Universität Berlin
- 1944, 5. Oktober, Arne Börnsen, Bundestagsabgeordneter (SPD)
- 1943, 29. April, Klaus Grawe; † 10. Juli 2005 in Zürich, Psychotherapieforscher und Psychologischer Psychotherapeut
- 1950, Klaus Müller-Dethlefs, Professor und Physiko-Chemiker
- 1952, 30. Mai, Geza Stephan Fischer, Musikproduzent
- 1957, Gesine Schröder, Musiktheoretikerin
- 1965, 7. Februar, Birge Schade, Schauspielerin
- 1968, 7. Oktober, Alex Behning, Musiker

### Persönlichkeiten, die vor Ort wirkten
- Franz Alard († 1578), Pastor in Wilster.
- Ernst Georg Sonnin (1713–1794), errichtete die Sankt Bartholomäus-Kirche in Wilster.
- Johann Holler (1745–1803), Zimmermeister und Bauunternehmern, betrieb seine Zimmerei in Wilster.
- Louise Doos (1758–1829), Etatsrätin.
- Georg Friedrich Schumacher (1771–1852), Autor, Rektor der Volksschule Wilster.
- Albrecht Heinrich Matthias Kochen (1776–1847), evangelischer Theologe und Geistlicher, Hauptpastor von 1806 bis 1816.
- Konrad Heinrich Wolf (1776–1848), Hauptpastor in Wilster.
- Ludwig August Struve (1795–1828), Arzt und russischer Hofrat. Betrieb eine Praxis in Wilster.
- August Peter Lorenzen Claussen (1841–1912), Pädagoge und Autor, Lehrer in Wilster.
- Christian Hoeck (1849–1930), Reichstagsabgeordneter und Pastor in Wilster.
- Georg Zülch (1870–1942), Politiker (DNVP), 1897 zum Bürgermeister von Wilster gewählt.
- Erik von Witzleben (1884–1958), Präsident der Landsmannschaft Westpreußen, lebte nach dem Zweiten Weltkrieg in Wilster.
- Johannes Rickers (1893–1965), Pastor und Heimatforscher, verstarb in Wilster.
- Dietrich Klagges (1891–1971), Politiker (NSDAP) Ministerpräsident des Freistaat Braunschweig verantwortlich für die Einbürgerung Adolf Hitlers. War ab 1918 Lehrer in Wilster.
- Adolf Sievers (1896–1981), Niederdeutscher Autor sowie Lehrer und Rektor der Volksschule Wilster.
- Johann Bielfeldt (1896–1981), Pastor in Wilster und Mitglied der Bekennenden Kirche.
- Erich Behrendt (1899–1983), Maler und Grafiker, lebte in der Nachkriegszeit in Wilster.
- Paul Hoppe (1900–1988), katholischer Geistlicher und Kapitularvikar des Bistums Ermland, in der Nachkriegszeit Priester in Wilster.
- Dorothea Kreß (1924–2018), Deutsche Meisterin und Olympiateilnehmerin im Kugelstoßen. Verstorben in Wilster.
- Gerhard Wachter (1929–2004), Generalleutnant und Veterinär. War tierärztlicher Assistent in Wilster.
- Sven Erik Wunner (1932–2013), Jurist, Professor an der Christian-Albrechts-Universität zu Kiel, lebte in Wilster.
- Hubert Piske (* 1937), Maler, Grafiker, Politiker (SPD), ging in Wilster zur Schule.
- Ruth Mohrmann (1945–2015), Volkskundlerin, wurde mit einer Arbeit zum „Volksleben in Wilster im 16. und 17. Jahrhundert“ an der Christian-Albrechts-Universität zu Kiel zum Dr. phil. promoviert.
- Helmut Jacobs (* 1946), Politiker (SPD) lebt in Wilster.
- Birgit Rabisch (* 1953), Autorin, verbrachte ihre Kindheit in Wilster.